# Charles-Raphaël Maréchal
Pour les articles homonymes, voir Maréchal.
Charles-Raphaël Maréchal, dit Maréchal fils, né le 20 avril 1825 à Metz et mort le 14 avril 1888 à Nogent-sur-Marne, est un artiste peintre français.

## Biographie
Fils du peintre verrier Laurent-Charles Maréchal, Charles-Raphaël Maréchal naît à Metz en Moselle. Formé dès son plus jeune âge par son père à la technique du fusain, il se destine naturellement à une carrière artistique. Il expose plusieurs fois au Salon, notamment en 1868.
Le chantier qui assurera sa renommée est celui de la nouvelle aile Richelieu du Palais du Louvre, commencée en 1858 sous la direction de l'architecte Hector Lefuel et destinée à accueillir les services du ministre d'État. Il est en particulier l'auteur du plafond du grand salon.
Intéressé par la chimie, il devient en 1865 le co-inventeur, avec Cyprien Tessié du Motay, de la phototypie. Leurs travaux leur valent la médaille d'or de l'Expositions universelles de Paris en 1867. Ensemble ils déposent plusieurs autres brevets (impression sur vitraux, production d’oxygène pour l’éclairage public…).
La ville de Metz lui achète, en 1872, une immense Prière au désert au fusain, réalisée pour l'Exposition universelle de Metz en 1861.

### Son œuvre
Dans son œuvre, certaines compositions se détachent:
- La sagesse et la force présentent au couple impérial les grands desseins qui feront la gloire du règne de Napoléon III, huile sur toile, musée du Louvre, département des Peintures, Paris[6].
- Présentation à Catherine de Médicis du projet des Tuileries, vers 1859-1861, huile sur toile, musée du Louvre, département des Peintures[6], Paris.
- Présentation à Henri IV de la galerie du bord de l'eau, huile sur toile, musée du Louvre, département des Peintures, Paris.
- Présentation à Louis XIV de la colonnade du Louvre, huile sur toile, musée du Louvre, département des Peintures, Paris.
- Présentation à François Ier du projet primitif du Louvre, vers 1859-1861, huile sur toile, musée du Louvre, département des Peintures[6], , Paris.

Charles-Raphaël Maréchal s'est également fait connaître en tant que peintre verrier, en particulier dans la réalisation du programme de vitraux de l'église Saint Ambroise de Paris. Le Musée des Beaux Arts de la Ville de Paris conserve les dessins d'études de ce programme.

## Sources
- André Bellard :Laurent-Charles Maréchal, l’École de Metz, in Les cahiers lorrains, S.H.A.L., Metz, 1959 en ligne.